# 徐宏玉
徐宏玉（1912年—1955年8月20日），字士琪。山西省五臺縣人。民國37年（1948年）在商業團體北區（河北山西熱河察哈爾綏遠五省、北平天津二市）當選第一屆立法委員

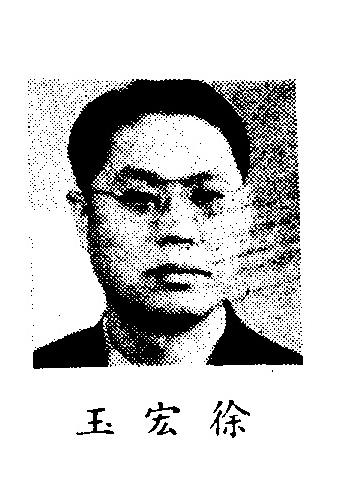
出席制憲國民大會代表時

## 生平
- 日本東京鐵道教習所
- 山西榆次晉華、太原晉生、祁縣晉益等紡織公司協理
- 山西省政府委員
- 行政院第二戰區經委會委員、第二戰區司令長官司令部經濟作戰處處長
- 山西貿易公司總經理
- 山西省商聯會理事長、全國商聯會理事
- 制憲國大代表
- 民國37年(1948)2月13日，山西省政府根據行政院賠償委員會通知要求，經閻錫山電發，派徐宏玉為駐日代表團第三組專門委員，負責辦理被日本劫走物資事宜。徐宏玉赴日後，按照遠東委員會議決案原則和美國新頒布的《歸還劫物辦法》，清點被劫物資。同年5月7日，徐宏玉由日本發回「被劫機器點驗結果報告」。報告中已確認被劫機器部分，按行政院賠償委員會通知，先交中央信託局接收，再由西北實業公司提出相當證明，隨時按現規定辦理。在日本實際點驗結果是，屬中國者有1148部，其中決定歸還西北實業公司者86部[1]
- 民國44年8月20日病故[2]